# 威廉·史密斯 (辞书编纂家)
威廉·史密斯爵士（英語：William Smith；1813年5月20日—1893年10月7日）是一位英国辞书编纂家。

## 早年生平
史密斯1813年由一对新教徒夫妇生于恩菲尔德（Enfield）。他曾就读于位于哈克尼（Hackney）的、艾伦（John Allen）的马德拉斯私塾（Madras House School）。尽管他最初预定从事神学事业，但却做了初级律师。在他的业余时间，他自学了古典学，并且当他进入伦敦大学大學学院时，他便会说希腊语与拉丁语。他于1830年进入格雷学院（Gray's Inn），但为了在大学学院学校（University College School）的教职而放弃了其法学方面的学业，开始在古典学主题方面的写作。

## 职业生涯
接下来，史密斯将他的注意力转向了辞书编纂。他的首次尝试是产于1842年的《希腊罗马古迹辞典》，其中的大部分由他所撰；之后随着的是1849年的《希腊罗马传记与神话辞典》；相应的《希腊罗马地理学辞典》产于1857年，由当时一些前沿的学者协助完成。
1867年，他成为《评论季刊》（Quarterly Review）的编辑，任职直至去世为止。

### 出版物
同时，他于1850年出版了诸school dictionaries中的第一部；并于1853年开始了《Pricipia》系列著作，它们标志着学校希腊拉丁语教学中的一次进步。接踵而来的是《历史与文学学生手册》，它的英语文学卷再版十二次。史密斯本人撰写了希腊史的一卷。当先前的出版伙伴遇到困难时，他参与进了出版商约翰·默里的投机中。 
默里是史密斯于1855年完成的、1214页的《拉英词典：基于Forcellini与Freund之作品》的出版者。此书在接下来的三十五年间时常再版。它超越了“古典（公元前100年—公元100年）”拉丁语，收录了在当时其他辞典，包括刘易斯（Lewis）与肖特（Short）辞典中找不到的许多条目。
  或许，史密斯所辑书籍中最重要的是那些关于基督教主题的。诸如《圣经辞典》（1860-1865）、与奇塔姆（Archdeacon Samuel Cheetham）合作承担的《基督教古迹辞典》（1875-1880）；以及与维斯（Henry Wace）合作的《基督教传记辞典》（1877-1887）。
与格罗夫爵士（George Grove）合作的《地图集》，产于1875年。自1853年至1869年，史密斯担任伦敦大学的古典学主考官，并且，在他退休时成为了上议院的一位成员。他在议会中调查版权问题，并多年担任皇家文学基金的注册员。他在1854-1855年伴随着Guizot与Milman的注释，编辑了吉本（Gibbon）的著作。

## 荣誉与逝世
史密斯由牛津大学和都柏林大学授予民法學博士荣誉，而骑士荣誉于1892年被授予给他。他于1893年10月7日在伦敦逝世。